# Letônia nos Jogos Olímpicos de Verão da Juventude de 2010
A Letónia (português europeu) ou Letônia (português brasileiro) participou dos Jogos Olímpicos de Verão da Juventude de 2010 em Cingapura. Com uma delegação composta por onze atletas que competiram em sete esportes, a Letônia conquistou apenas uma medalha de bronze.

## Medalhistas
| Medalha | Nome           | Esporte   | Evento                        | Data         |
| ------- | -------------- | --------- | ----------------------------- | ------------ |
| Bronze  | Intars Išejevs | Atletismo | Lançamento de dardo masculino | 22 de agosto |

## Atletismo
| Evento                        | Atleta         | Qualificação | Qualificação | Final     | Final   |
| Evento                        | Atleta         | Resultado    | Posição      | Resultado | Posição |
| ----------------------------- | -------------- | ------------ | ------------ | --------- | ------- |
| Lançamento de dardo masculino | Intars Išejevs | 73,42        | 5º           | 74,23     | [ 3 ]   |

## Ciclismo
| Equipe                | Prova                     | Corta-mato | Corta-mato | Contra-relógio | Contra-relógio | BMX  | BMX   | Estrada masculino[n1] | Pontos | Pos. final |
| Equipe                | Prova                     | Fem.       | Masc.      | Fem.           | Masc.          | Fem. | Masc. | Estrada masculino[n1] | Pontos | Pos. final |
| --------------------- | ------------------------- | ---------- | ---------- | -------------- | -------------- | ---- | ----- | --------------------- | ------ | ---------- |
| Aleksandrs Kurbatskis | Equipes mistas combinadas |            |            |                | 30             |      |       | 72 - 5 = 67[n2]       | 305    | 18º        |
| Andris Vosekalns      | Equipes mistas combinadas |            | 72         |                |                |      |       | 72                    | 305    | 18º        |
| Lija Laizane          | Equipes mistas combinadas | 34         |            | 27             |                | 40   |       |                       | 305    | 18º        |
| Kristers Taims        | Equipes mistas combinadas |            |            |                |                |      | 35    | 72                    | 305    | 18º        |

↑  Na prova de estrada apenas a melhor pontuação foi considerada.

↑  5 pontos foram deduzidos porque todos os três ciclistas acabaram a corrida.

## Halterofilismo
| Evento              | Atleta            | Peso corporal (kg) | Arranque (kg) | Arranque (kg) | Arranque (kg) | Arranque (kg) | Arremesso (kg) | Arremesso (kg) | Arremesso (kg) | Arremesso (kg) | Total (kg) | Pos. final |
| Evento              | Atleta            | Peso corporal (kg) | 1             | 2             | 3             | Res.          | 1              | 2              | 3              | Res.           | Total (kg) | Pos. final |
| ------------------- | ----------------- | ------------------ | ------------- | ------------- | ------------- | ------------- | -------------- | -------------- | -------------- | -------------- | ---------- | ---------- |
| Até 56 kg masculino | Artjoms Žerebkovs | 55,67              | 94            | 98            | 98            | 98            | 122            | 127            | 128            | 128            | 226        | 4º         |

## Natação
| Evento                | Atleta            | Qualificação | Qualificação | Semifinais  | Semifinais   | Final       | Final       |
| Evento                | Atleta            | Resultado    | Posição      | Resultado   | Posição      | Resultado   | Posição     |
| --------------------- | ----------------- | ------------ | ------------ | ----------- | ------------ | ----------- | ----------- |
| 50 m livre feminino   | Gabriela Ņikitina | 27.10        | 17º (1º q6)  | Não avançou | Não avançou  | Não avançou | Não avançou |
| 100 m costas feminino | Gabriela Ņikitina | 1:06.30      | 24º (3º q2)  | Não avançou | Não avançou  | Não avançou | Não avançou |
| 50 m livre masculino  | Pāvels Gribovskis | 23.77        | 12º (5º q6)  | 23.66       | 12º (6º sf1) | Não avançou | Não avançou |

## Pentatlo moderno
| Evento              | Atleta                             | Esgrima (Espada 1 toque) | Esgrima (Espada 1 toque) | Esgrima (Espada 1 toque) | Natação (200 m livre) | Natação (200 m livre) | Natação (200 m livre) | Corrida e tiro (3000 m, pistola a laser) | Corrida e tiro (3000 m, pistola a laser) | Corrida e tiro (3000 m, pistola a laser) | Pontuação total | Pos. final |
| Evento              | Atleta                             | Result.                  | Pos.                     | Pontos                   | Tempo                 | Pos.                  | Pontos                | Tempo                                    | Pos.                                     | Pontos                                   | Pontuação total | Pos. final |
| ------------------- | ---------------------------------- | ------------------------ | ------------------------ | ------------------------ | --------------------- | --------------------- | --------------------- | ---------------------------------------- | ---------------------------------------- | ---------------------------------------- | --------------- | ---------- |
| Individual feminino | Sindija Roga                       | 9                        | 14º                      | 720                      | 2:27.96               | 19º                   | 1028                  | 14:03.83                                 | 19º                                      | 1628                                     | 3376            | 20º        |
| Equipes mistas      | Sindija Roga e HUN Gergely Demeter | 34                       | 24º                      | 700                      | 2:03.78               | 6º                    | 1316                  | 17:03.05                                 | 22º                                      | 1988                                     | 4004            | 22º        |

## Remo
| Prova                  | Atleta     | Elim.   | Elim.       | Repescagem | Repescagem  | Semifinais | Semifinais   | Final   | Final        |
| Prova                  | Atleta     | Tempo   | Pos.        | Tempo      | Pos.        | Tempo      | Pos.         | Tempo   | Pos.         |
| ---------------------- | ---------- | ------- | ----------- | ---------- | ----------- | ---------- | ------------ | ------- | ------------ |
| Skiff simples feminino | Elza Gulbe | 3:47.52 | 2º (bat. 3) | 3:58.15    | 1º (rep. 2) | 3:56.85    | 3º (sf A/B1) | 3:45.60 | 4º (Final A) |

## Vela
| Evento               | Atleta        | Regata | Regata | Regata | Regata | Regata | Regata | Regata | Regata | Regata | Regata | Regata | Total | Posição |
| Evento               | Atleta        | 1      | 2      | 3      | 4      | 5      | 6      | 7      | 8      | 9      | 10     | M      | Total | Posição |
| -------------------- | ------------- | ------ | ------ | ------ | ------ | ------ | ------ | ------ | ------ | ------ | ------ | ------ | ----- | ------- |
| Techno 293 masculino | Ronalds Kaups | 9      | 15     | 16     | 10     | 13     | 17     | 9      | 8      | 14     | 15     | 19     | 128   | 13º     |

Notas:
- M - Regata da Medalha
- OCS – On the Course Side of the starting line
- DSQ – Disqualified (Desclassificado)
- DNF – Did Not Finish (Não completou)
- DNS – Did Not Start (Não largou)
- BFD – Black Flag Disqualification (Desclassificado por bandeira preta)
- RAF – Retired after Finishing (Retirou-se após completar a prova)